# Kokad
Kokad là một thị trấn thuộc hạt Hajdú-Bihar, Hungary. Thị trấn này có diện tích 16,1 km², dân số năm 2010 là 575 người, mật độ 36 người/km².